# Gentiana crassuloides
Gentiana crassuloides là một loài thực vật có hoa trong họ Long đởm. Loài này được Bureau & Franch. mô tả khoa học đầu tiên năm 1891.